# Febrônio Índio do Brasil
Febrônio Índio do Brasil (Jequitinhonha, 14 de janeiro de 1895 — Rio de Janeiro, 27 de agosto de 1984) foi um assassino em série brasileiro.
Nascido na cidade que então se chamava São Miguel de Jequitinhonha, Minas Gerais, era o segundo de catorze filhos de um casal de lavradores. Desde cedo, Febrônio, que tinha pai alcoólatra testemunhou a violência doméstica sofrida por sua mãe, o que o levou a fugir de casa aos 12 anos. Depois de vaguear pelas localidades próximas, ele chegou a Diamantina, onde foi alfabetizado e trabalhou como copeiro. Mais tarde, mudou-se para Belo Horizonte e depois para o Rio de Janeiro, onde começou a cometer crimes. 
Em 1920, durante uma detenção na Colônia Correcional Dois Rios, Febrônio teve uma visão em que uma mulher loira o escolhia como o Filho da Luz e o incumbiu de tatuar rapazes com as iniciais D C V X V I, que significavam Deus, Caridade, Virtude, Santidade, Vida, e Ímã da vida. Depois da visão, Febrônio começou a escrever o livro As Revelações do Príncipe do Fogo, que foi publicado em 1926.
Febrônio cometeu vários crimes, incluindo assassinato, estupro, fraude, chantagem, suborno, furto, roubo e vadiagem. Ele foi detido pela polícia diversas vezes entre 1916 e 1929.

## Biografia

### A infância
Febrônio nasceu na cidade de São Miguel de Jequitinhonha, atual Jequitinhonha, estado de Minas Gerais, provavelmente em 14 de janeiro de 1895. Era o segundo de catorze filhos do casal Theodoro Simões de Oliveira e Reginalda Ferreira de Mattos. Seu provável nome verdadeiro era Febrônio Ferreira de Mattos, mas ganhou fama como Febrônio Índio do Brasil, o Filho da Luz, pois assim se apresentava para policiais, jornalistas, autoridades judiciárias e psiquiatras forenses.
Seu pai, Thedorão, como era mais conhecido, trabalhava como lavrador, mas exercera durante algum tempo o ofício de açougueiro. Era alcoólatra e, com muita frequência, agredia violentamente sua esposa. Várias vezes Febrônio presenciou os espancamentos de sua mãe. Thedorão era também violento com os filhos.
Provavelmente em 1907, aos 12 anos de idade, Febrônio fugiu de casa, na companhia de um caixeiro-viajante. Ficou vagando pelas localidades vizinhas à sua cidade natal, até que chegou a Diamantina, onde foi alfabetizado e ganhou a vida como copeiro. Mais tarde, passou a morar em Belo Horizonte, sobrevivendo graças ao trabalho de engraxate e de auxiliar de serviços domésticos.
Provavelmente em 1909, Febrônio, com 14 anos, foi para o Rio de Janeiro, então Capital Federal. Retornou à capital do estado de Minas Gerais em 1916, quando foi identificado como Pedro de Souza, mas logo regressou ao Rio de Janeiro.

### O início da vida criminosa e as revelações místicas
Desde que voltou ao Rio de Janeiro, Febrônio começou a delinquir, tendo sido registradas, entre 1916 e 1929, dezenas de passagens pela polícia por fraude, chantagem, suborno, furto, roubo e vadiagem.
Numa dessas detenções, em 1920, na Colônia Correcional Dois Rios, na Ilha Grande, Febrônio, que passara a ler a Bíblia nos intervalos da praxiterapia e durante a noite, teve uma visão na qual uma mulher de longos cabelos loiros o escolheu como o Filho da Luz, título que lhe trazia a incumbência de declarar a todos que Deus não havia morrido. Segundo a visão, ele deveria tatuar-se e tatuar meninos, ainda que com emprego de força física, com o símbolo D C V X V I, que significava Deus, Caridade, Virtude, Santidade, Vida, Ímã da vida. A tatuagem serviria como talismã para aqueles que a exibissem no corpo. Agindo conforme o que lhe fora ordenado na visão, Febrônio tatuou a frase Eis o Filho da Luz em seu tórax e, em toda a circunferência de seu tronco, as letras D C V X V I. Febrônio, então, começou a escrever o livro As revelações do Príncipe do Fogo, que foi publicado em 1926, o qual traz mensagens incompreensíveis, tiradas dos mistérios oníricos que lhe eram transmitidos.
Em 1921, ao sair da Colônia Correcional, Febrônio montou uma cooperativa médica nomeada A Auxiliadora Médica, anunciada nos classificados do jornal Correio da Manhã. O anúncio foi lido pelo dentista Bruno Ferreira Gabina, que se associou à cooperativa. Febrônio, apresentando-se como Joaquim Índio do Brasil, alugou um consultório para o odontólogo e passou, então, a auxiliá-lo em seus atendimentos, mas os dois abandonaram o local um mês depois, sem pagar o valor da locação.
Em 1922, após apoderar-se do diploma do Dr. Bruno Gabina, Febrônio abriu um consultório odontológico próprio, na Rua Visconde do Rio Branco, bem no Centro do Rio de Janeiro, onde demonstrava comportamento sádico ao extrair, subsequentemente, vários dentes sadios daqueles que buscavam sua assistência. Devido à má reputação adquirida, transformou seu consultório em agência de empregos, com a qual enganou as pessoas que, à procura de trabalho, depositaram dinheiro como caução a Febrônio. Perseguido pela polícia, mudou-se para a Bahia em 1925, onde atuou como falso dentista mediante o nome de Dr. Febrônio Simões de Melo Índio do Brasil. De lá veio a instalar-se em Mimoso do Sul, no estado do Espírito Santo, local em que atuava como falso médico, sob o nome de Dr. Bruno Ferreira Gabina, onde não ficou muito tempo em virtude da morte de duas crianças para quem ele havia prescrito medicamentos. Depois, na cidade mineira de Rio Casca, apresentando-se como Dr. Uzeda Filho, continuou a atuar como falso médico, chegando a causar a morte de uma mulher em trabalho de parto.
De volta ao Rio de Janeiro, Febrônio foi preso em 8 de outubro de 1926, flagrado em atitude suspeita no morro do Pão de Açúcar. Como apresentava ideias delirantes e mentia compulsivamente, foi internado no Hospital Nacional de Psicopatas, de onde saiu poucas semanas depois. Nessa internação foi examinado pelo insigne psiquiatra Dr. Adauto Botelho, quem primeiro diagnosticou que Febrônio era um doente mental.

### Os primeiros crimes sexuais
Em janeiro de 1927, estando mais uma vez preso, Febrônio subjugou sexualmente dois colegas de cela na 4.ª Delegacia Auxiliar do Rio de Janeiro. Ao investir contra um terceiro, o menor Djalma Rosa, encontrou sua resistência e o espancou até à morte.
Posto provisoriamente em liberdade, Febrônio voltou a ser preso em 21 de fevereiro de 1927, no morro do Corcovado, enquanto dançava, completamente nu e com o corpo todo pintado de amarelo, na frente de uma criança aterrorizada que estava amarrada ao tronco de uma árvore. Como ouviu de testemunhas que Febrônio, mais cedo, havia sido flagrado cozinhando, na casa em que era inquilino, uma cabeça humana furtada do Cemitério do Caju, o delegado o encaminhou outra vez para o Hospital Nacional de Psicopatas. Na ocasião, foi examinado pelo eminente psiquiatra Dr. Juliano Moreira, que, auxiliado pelo Dr. Henrique Roxo, ratificou que Febrônio padecia de doença mental.
Em abril de 1927, Febrônio foi internado no Hospício Nacional de Alienados, na Praia Vermelha. Ao receber alta, levou consigo outro interno que também estava de alta, o jovem Jacob Edelman, de 17 anos, a quem prometeu emprego em seu consultório odontológico. No caminho, eles buscaram Octávio de Bernardi, 17 anos, um rapaz que recebera proposta de emprego de Febrônio, desta vez num abatedouro. À noite, em um local deserto em Mangaratiba, município do litoral sul fluminense, tatuou a inscrição D C V X V I no tórax de Jacob, diante da testemunha aterrorizada de Octávio. Poucos dias depois, na Praia das Flecheiras, local ermo situado no extremo oeste da Ilha do Governador, área que futuramente foi aterrada para a construção do Aeroporto do Galeão, Febrônio violentou Jacob sexualmente; logo, fez o mesmo com Octávio, não sem tatuá-lo antes. Mais uns dias os dois rapazes foram soltos, muito aterrorizados, porém vivos.
Febrônio voltou a tatuar outra vítima, Manoel Alves, de 18 anos, no início do mês de agosto de 1927, enganando-o com uma falsa promessa de emprego.
Conduzido até a Casa de Detenção, Febrônio cometeu novamente delitos sexuais contra colegas de cela. Em 8 de agosto de 1927, foi libertado, afinal já havia sido absolvido do crime de homicídio de Djalma Rosa em 27 de julho desse mesmo ano. Ao sair, ele trajava uma farda azul-marinho; usava também um boné que acabara de furtar de um colega de cela.

### Os homicídios de grande repercussão
No dia 13 de agosto de 1927, Febrônio, vestindo a mesma farda e o boné com que saíra da Casa de Detenção, persuadiu os familiares de Alamiro José Ribeiro de que o rapaz de 20 anos deveria acompanhá-lo para aceitar emprego em uma empresa de ônibus. Quando se encontravam em uma bosque ermo na Ilha do Ribeiro, próxima a Jacarepaguá, Febrônio atracou-se com Alamiro diante das negativas do jovem às suas investidas libidinosas. Febrônio terminou por estrangular o rapaz com um cipó verde que achou no local, até que ele morresse por asfixia. O corpo de Alamiro, vestido apenas com uma camisa e coberto pelas demais roupas, foi encontrado dois dias depois, no mesmo local do crime.
No mesmo dia em que o cadáver de Alamiro foi achado, dia 15 de agosto de 1927, Febrônio, recorrendo mais uma vez a uma enganosa promessa de emprego, tatuou um garoto de 16 anos, de nome Joaquim, que só não teve destino pior porque conseguiu fugir.
Talvez por ter ficado ciente da comoção social gerada pelo homicídio de Alamiro, Febrônio viajou para Petrópolis, hospedando-se no quarto 3 do Hotel Rio Branco. Novamente se passou pelo Dr. Bruno Ferreira Gabina para poder atuar como falso dentista. Nessa cidade, Febrônio comprou um terno de um alfaiate e deixou como entrada a farda azul-marinho que trajava por ocasião do assassinato de Alamiro. Quando o alfaiate foi ao hotel para receber a segunda parte de seu pagamento, Febrônio notou-lhe um cisto no pescoço e se propôs a tratá-lo, o que fez com aplicação de tintura de iodo seguida de um golpe rasgante e súbito de canivete, provocando uma hemorragia dolorosa que precipitou a fuga do alfaiate, sem esperar pelo dinheiro que lhe era devido. Poucos dias depois, retornou ao Rio de Janeiro.
Em 29 de agosto de 1927, abordou João Ferreira, de 10 anos, mais conhecido entre seus amigos e familiares como Jonjoca. Febrônio enganou os pais do garoto ao ofereceu-lhe emprego de copeiro e, contando com a permissão de ambos, partiu com ele. Quando se viram isolados na mata do Largo do França, Febrônio prometeu a Jonjoca um terno de presente caso o menino aceitasse que lhe fosse feita no tórax uma tatuagem semelhante à que Febrônio possuía. Amedrontado, ele consentiu, e Febrônio realizou o procedimento com uma agulha, linha e tinta vermelha. Mais tarde, eles seguiram para a mata da Ilha do Ribeiro, onde Jonjoca foi estrangulado com uma corda até à morte. O cadáver do menino só foi encontrado em 7 de setembro daquele mesmo ano, despido, jazendo cerca de 300 metros do local onde fora descoberto o corpo de Alamiro, a vítima anterior de Febrônio.

### O indiciamento e o julgamento
Em 16 de agosto de 1927 a polícia foi avisada que um cadáver tinha sido encontrado na Ilha do Ribeiro, no dia anterior. O corpo foi reconhecido como sendo o de Alamiro José Ribeiro, ao lado do qual estava um boné. Um dos investigadores se lembrou que, poucos dias atrás, um detento havia saído da prisão trajando aquele boné. Na Casa de Detenção, o investigador obteve a informação de que aquele boné havia sido furtado de um detento por Febrônio Índio do Brasil, no dia em que este foi libertado. A fotografia constante da ficha policial de Febrônio foi mostrada ao pai de Alamiro, que o identificou como o homem que, oferecendo emprego ao rapaz em uma empresa de ônibus, saiu com ele no dia de seu desaparecimento.
Febrônio foi finalmente localizado em 31 de agosto do mesmo ano, enquanto entrava em um trem da Estrada de Ferro Leopoldina, na Estação Barão de Mauá. Conduzido à 4ª Delegacia Auxiliar do Rio de Janeiro, ele foi reconhecido pelo pai de Jonjoca como aquele que propôs emprego de copeiro a seu filho no dia de seu desaparecimento, levando-o consigo em seguida. Dois dias depois, em 2 de setembro, o delegado Dr. Oliveira Ribeiro conseguiu obter a confissão de Febrônio quanto ao assassinato de Alamiro, mas só assumiu sua responsabilidade pelo homicídio de Jonjoca em 8 de setembro, oportunidade em que declarou que cometera os dois crimes em holocausto ao deus-vivo, símbolo de sua religião.
Em 19 de setembro de 1927, Febrônio foi denunciado pelo Ministério Público pelo homicídio qualificado de Alamiro José Ribeiro e de João Ferreira e, dois dias depois, ele foi transferido da 4.ª Delegacia Auxiliar do Rio de Janeiro para a Casa de Detenção, onde recebeu o número 194. Vários casos de garotos que foram noticiados pela imprensa como vítimas de Febrônio ficaram excluídos do processo por falta de provas concretas. Também não se conseguiu comprovar que Febrônio assassinou o dentista Dr. Bruno Ferreira Gabina para apoderar-se de seu diploma, embora desde 1922 o paradeiro do odontólogo nunca mais foi conhecido, nem por sua mãe Maria Ferreira Gabina.
Em 21 de setembro de 1927, o diário impresso O Jornal inicia uma série de reportagens intitulada O criminoso Febrônio perante a Psiquiatria. O primeiro entrevistado foi o Dr. Faustino Espozel, professor de Neurologia da Faculdade de Medicina da Universidade do Rio de Janeiro, atual Universidade Federal do Rio de Janeiro. No dia seguinte é a vez do Dr. Pedro Pernambuco Filho, professor-assistente da mesma faculdade. A série termina em 2 de outubro com a entrevista do Dr. Henrique Roxo, que examinara Febrônio em 21 de fevereiro daquele mesmo ano em sua segunda passagem pelo Hospital Nacional de Psicopatas, oportunidade em que recomendou sua transferência para o Hospício Nacional de Alienados. Todos os três médicos foram unânimes em afirmar que Febrônio padecia de doença mental, a qual motivou seus crimes, e que ele, em virtude de sua periculosidade, deveria ser internado em colônia manicomial judiciária para submeter-se a tratamento psiquiátrico.
Em 4 de outubro de 1927, o jurisconsulto Dr. Evaristo de Moraes, em entrevista também a O Jornal, ponderando que para Febrônio é imprópria a penitenciária comum e ineficiente o Hospício Nacional de Alienados, recomenda, à luz do Direito, que ele seja internado em manicômio judiciário.
Em 1928, Febrônio foi levado diante do júri presidido pelo juiz Dr. Ary de Azevedo. Sua defesa foi executada pelo advogado Dr. Letácio Jansen, que sustentou sua inimputabilidade penal em face de sua manifesta loucura. Foi, então, conseguido que Febrônio fosse examinado quanto à sua sanidade mental pelo preclaro psiquiatra forense Dr. Heitor Pereira Carrilho. Os dados colhidos pela entrevista aparentaram ser fruto de imaginação místico-delirante extravaganciada pela incultura da parte de Febrônio, exemplificada pela fixação na figura materna que, segundo ele, chamava-se Estrella do Oriente Índio do Brasil. Esses dados foram cotejados com aqueles obtidos pelas informações passadas por Agenor Ferreira de Matos, irmão de Febrônio que morava na cidade baiana de Jequié e que tinha vindo visitá-lo na prisão, ficando comprovado assim que o indiciado falseou seu depoimento, seja por estratégia consciente, seja por mitomania mórbida.
Em 20 de fevereiro de 1928, Dr. Heitor Carrilho, auxiliado pelo Dr. Manoel Clemente Reyio, emitiu, enfim, um extenso laudo pericial que se tornou célebre, no qual, baseado em teorias modernas para a época, estão as seguintes conclusões:
“1.° ― Febrônio Índio do Brasil é portador de uma psicopatia constitucional, caracterizada por desvios éticos, revestindo a forma da loucura moral e perversões instintivas, expressas no homossexualismo com impulsões sádicas, estado esse a que se juntam ideias delirantes da imaginação, de caráter místico.
2.° ― As suas reações antissociais ou os atos delituosos de que se acha acusado resultam dessa condição mórbida que lhe não permite a normal utilização de sua vontade.
3.° ― Em consequência, a sua capacidade de imputação se acha prejudicada ou dirimida.
4.° ― Deve-se ter em conta, porém, que as manifestações anormais de sua mentalidade são elementos que definem a sua iniludível temibilidade e que, portanto, deve ele ficar segregado ad vitam para os efeitos salutares e elevados da defesa social, em estabelecimento apropriado a psicopatas delinquentes.”
Armado com os possantes argumentos científicos desse laudo, Dr. Letácio Jansen conseguiu a absolvição de Febrônio, e o juiz Dr. Ary de Azevedo determinou seu recolhimento, a partir de 6 de junho de 1929, como o primeiro interno do Manicômio Judiciário do Rio de Janeiro, renomeado em 1954 como Manicômio Judiciário Heitor Carrilho, em homenagem a seu primeiro diretor, que havia falecido nesse mesmo ano.

### A fuga, a recaptura e a morte
No dia 8 de fevereiro de 1935, Febrônio, aproveitando a distração da guarda provocada pela chegada dos funcionários do turno da manhã, escalou o muro de 4 metros de altura do Manicômio Judiciário graças ao emprego de uma corda feita de lençóis atados cuja extremidade possuía um gancho fabricado com alças de balde. Sua fuga, contudo, durou somente até o dia seguinte, já que Bernadino Barbosa procurou a delegacia para relatar que Febrônio estava escondido na casa dele, no bairro carioca de Honório Gurgel. Bernadino contou que ele fora alojado a pedido de um amigo, Agenor, irmão de Febrônio, e que decidiu procurar a polícia já que ficara amedrontado ao saber, por meio dos jornais que noticiaram a escapada, dos crimes perpetrados pelo hóspede.
Febrônio, encontrado totalmente despido, foi reconduzido ao Manicômio Judiciário, onde permaneceu até sua morte, em 27 de agosto de 1984, aos 89 anos de idade, como consequência de enfisema pulmonar. Seu corpo foi discretamente inumado em 5 de setembro de 1984, no Cemitério do Caju.

## Legado

### Legado cultural
A vida e os crimes de Febrônio geraram repercussões na cultura e influenciaram vários artistas.

#### Teatro
A primeira manifestação cultural sobre os atos antijurídicos cometidos por Febrônio foi o quadro O filho da luz, que saiu em 1927 no teatro de revista Não quero mais saber dela, da Companhia Ra-Ta-Plan.
O diretor Paulo Biscaia Filho produziu a peça D C V X V I ― eis o Filho da Luz, com o ator Clóvis Inocêncio no papel de Febrônio.

#### Literatura
Durante o período do ano de 1927 em que Febrônio esteve em evidência nos jornais, um desconhecido autor que assinava M. Splayne, possivelmente um pseudônimo, escreveu Os crimes do monstro Febrônio, uma coletânea de informações obtidas na imprensa e que mal disfarçava seu ímpeto condenatório.
No mesmo ano, o poeta suíço Blaise Cendrars, em sua estada no Brasil, reuniu dados sobre Febrônio e obteve autorização para conversar pessoalmente com ele na Casa de Detenção. O material serviu para a publicação de uma série de artigos críticos no jornal francês Paris Soir, compilados em 1938 no capítulo Fébronio (magia sexualis) de seu livro La vie dangereuse, nos quais procurou correlacionar os crimes de Febrônio com sua raça mestiça de ascendência africana e com o clima tropical brasileiro, além de descrever as sensações que experimentou ao entrevistá-lo.
Autores modernistas brasileiros, como Antônio de Alcântara Machado, Aníbal Machado, Pedro Nava, Rubem Fonseca e Ruy Castro, também fizeram referências a Febrônio em suas obras.
Bem mais recentemente, a administradora de empresas Ilana Casoy escreveu um capítulo sobre Febrônio em seu livro Serial killers: made in Brasil e Carlos Augusto Machado Calil, professor de cinema da Universidade de São Paulo devotou-lhe um opúsculo intitulado O livro de Febrônio.

#### Música
Entre 1928 e 1935, Febrônio foi tema de algumas marchinhas de carnaval. Uma delas, Eu fui no mato, crioula, autoria de Gomes Júnior, traz o seguinte trecho: “Eu fui no mato, / crioula, / buscar cipó, / crioula! / Eu vi um bicho, / crioula, / d’um olho só! / Não era bicho, / não era nada, / era o Febrônio / de calças largas”.

#### Linguagem e imaginário coletivo
Febrônio era usado na década de 1930 como bicho-papão pelos pais que tinham a intenção de assustar seus filhos desobedientes, com frases do tipo: “Cuidado que o Febrônio vem te pegar!”.
Seu nome ficou tão marcado por conta dos crimes que chegou a ser proibido de ser registrado por cartórios e batizado na Igreja Católica.

#### Cinema
Em 1981, José Sette dirigiu o longa-metragem Febrônio, índio do Brasil. Em 1984, Silvio Da-Rin rodou, pouco antes da morte de Febrônio, o documentário O Príncipe do Fogo, com 11 minutos de duração, que deu o prêmio de melhor montagem no Festival de Cinema de Gramado em 1985 para Aída Marques e o de melhor fotografia no Rio Cine em 1985 para Walter Carvalho.

#### Televisão
O programa Linha Direta Justiça, da Rede Globo, dedicou sua transmissão de 25 de novembro de 2004 aos crimes cometidos por Febrônio, interpretado em esquetes pelo ator Flávio Bauraqui. O episódio contou com comentários de especialistas do Direito e da Medicina, dentre eles o Dr. Talvane Marins de Moraes, psiquiatra forense que acompanhou Febrônio em seus últimos anos de vida como interno do Hospital de Custódia Heitor Carrilho.

### Legado jurídico
A sentença de Febrônio Índio do Brasil foi reconhecida como sendo o triunfo dos argumentos científicos sobre a letra fria da lei. Foi o primeiro caso brasileiro em que a ciência médica influiu em uma decisão judicial ao provar que o réu era completamente incapaz de entender o caráter ilícito do fato por ele cometido, não lhe devendo, por isso, ser imposta pena, uma vez que o agente também não compreenderia a intenção intimidatória e correcional da medida repressiva. Prevalecendo no julgamento de Febrônio a distinção entre criminoso e doente, algo ocorrido na França quase um século antes, em 1835, no caso Piérre Rivière, a até então reinante escola jurídica clássica, que julga o crime praticado por alguém equipado de livre-arbítrio, deu lugar à escola positivista, voltada para o homem enquanto indivíduo imerso em um ambiente sócio-cultural, o que permitiu inaugurar no país a medida de segurança para delinquentes penalmente inimputáveis e dotados de periculosidade duradoura, visando ao tratamento da condição mórbida e à prevenção de reincidência, princípio instituído em definitivo na legislação brasileira pelo Código Penal de 1940.
Febrônio foi também o primeiro caso em que a ciência legitimou uma segregação social perpétua no Brasil, dado que a doença mental que lhe tolhia o entendimento criminal era permanente e progressiva, com baixa probabilidade de cura. Diferentemente do caso Piérre Rivière, cujo diagnóstico de monomania foi suficiente apenas para comutar sua pena capital em prisão perpétua, cumprida na Prison de Beulieu junto a delinquentes sem doença mental, onde nunca recebeu novas avaliações psiquiátricas até seu suicídio por enforcamento, Febrônio era, durante todo o período de sua internação no hospital de custódia, submetido regularmente a tratamento medicamentoso e a eletroconvulsivoterapia, objetivando, sempre após exames psiquiátricos periódicos, a elaboração de um laudo médico que atestasse sua cura ou a ausência de periculosidade, o que possibilitaria sua alta hospitalar e retorno ao convívio normal em sociedade, ou de um laudo médico que averiguasse a manutenção ou agravamento de sua doença mental, constatação que o manteria, pelo menos até o exame seguinte, no Manicômio Judiciário, em nome da defesa social.

### Legado científico
Febrônio estimulou muitas produções acadêmicas, debates em congressos e artigos em periódicos científicos nas áreas de Antropologia, Criminologia, História, Literatura, Psicologia, Psicopatologia e Sociologia.
A Medicina, mormente a Psiquiatria, evoluiu, beneficiada, em parte, pelo interesse despertado pelas ideias místico-delirantes de Febrônio. Na época, era rotina lidar com pessoa portadoras de doença mental empregando-se camisa de força e choque térmico pelo banho com água de diferentes temperaturas, com resultados pífios para a reabilitação da sanidade. Graças ao progresso da Farmacologia e das Neurociências, atualmente pacientes com quadros ainda mais graves são tratados de modo eficiente, o que permite a extinção de periculosidade e o retorno ao convívio social. Tal desenvolvimento científico somente foi atingido no Brasil devido aos estudos seminais dos psiquiatras Dr. Leonídio Ribeiro, Dr. Murillo Campos e Dr. Waldemar Berardinelli, que mostram que o crime pode ser um sinal clínico, às vezes o primeiro e até mesmo o único, de doença mental potencialmente curável.
O diagnóstico inicial de loucura moral dado a Febrônio pelo Dr. Heitor Carrilho, fundamentado em teorias de Ernst Kretschmer, Sigmund Freud e James Pritchard, inovadoras para as primeiras décadas do século XX, foi reformado pelo psiquiatra forense Dr. Talvane Marins de Moraes, que teve a oportunidade de estudar detida e pessoalmente seu quadro psíquico. Assim, munido dos recursos diagnósticos mais avançados e dos conceitos psicopatológicos modernos, Dr. Talvane Moraes constatou que Febrônio padecia de esquizofrenia hebefrênico-paranoide.

## Filmografia
- O Príncipe do Fogo, documentário de Silvio Da-Rin